# Тонежский сельсовет
Тонежский сельсовет — административная единица на территории Лельчицкого района Гомельской области Белоруссии. Административный центр — агрогородок Тонеж.

## Состав
Тонежский сельсовет включает 5 населённых пунктов:
- Иванова Слобода — деревня.
- Симоничский Млынок — деревня.
- Слобода — посёлок.
- Тонеж — агрогородок.
- Тонежская Рудня — деревня.

Упразднённые населённые пункты:
- Люболь — деревня.